# Силва Умбелино, Луис Рикардо
Луи́с Рика́рдо Си́лва Умбели́но или просто Луис Рикардо (порт. Luís Ricardo Silva Umbelino; 21 января 1984, Гояния, штат Гояс) — бразильский футболист, правый фланговый защитник (латераль) клуба «Понте-Прета». Также может играть на фланге атаки.

## Биография
Луис Рикардо начал профессиональную карьеру в «Гремио» в 2005 году. Спустя два года перешёл в «Марсилио Диас». С 2008 года стал игроком «Аваи». В начале своей карьеры Луис Рикардо действовал на позиции нападающего. Так, будучи в аренде в «Понте-Прете» в 2008 году забил за команду 10 мячей. В 2009 году был отдан в аренду в «Мирасол», где забивал голы в среднем в каждом третьем матче.
5 февраля 2010 года Луис Рикардо перешёл в «Португезу». Именно в команде из Сан-Паулу игрок постепенно поменял свою позицию на поле, закрепившись на правом фланге защиты. В 2011 году выиграл с «лузой» Серию B Бразилии. После трёх сезонов в «Португезе», в 2014 году Луис Рикардо перешёл в «Сан-Паулу», где провёл один год. 26 января 2015 года отдан в годичную аренду в «Ботафого», где стал твёрдым игроком основного состава и помог команде выиграть Серию B. В 2016 году стал полноценным игроком «одинокой звезды».
В сентябре 2016 года получил серьёзную травму, после которой потребовалось провести операцию на левой лодыжке. По оценкам медиков, на поле игрок сможет вернуться не раньше апреля 2017 года. Несмотря на травму, Луис Рикардо разделил звание лучшего ассистента «Ботафого» 2016 года с Камило — оба совершили по 12 результативных передач.
С 2019 года Луис Рикардо выступает за «Понте-Прету».

## Достижения
- Чемпион Серии A2 Лиги Паулисты (1): 2013
- Чемпион штата Рио-де-Жанейро (1): 2018
- Чемпион штата Санта-Катарина (1): 2010
- Обладатель Кубка штата Санта-Катарина (1): 2007
- /// Победитель Кубка обладателей кубков Юга Бразилии (1): 2007
- Чемпион Серии B Бразилии (2): 2011, 2015
- /// Лучший бомбардир Кубка обладателей кубков Юга Бразилии (1): 2007 (5 голов)